# Запольська Любов Миколаївна
Любов Миколаївна Запольська (7 (19) серпня 1871, Бігільдіно (Бабаки), Данковський повіт, Рязанська губернія, Російська імперія — 3 листопада 1943) — російська і радянська математикиня, Одна з перших жінок-математиків у Росії. Дочка Миколи Микитовича Запольського. Онука Микити Миколайовича Запольського. Двоюрідна сестра Іоанна Олександровича Кочурова. Член Санкт-Петербурзького математичного товариства.
Народилася в селі Бігільдіно (Бабаки) (Рязанська губернія). Закінчила Бестужевські курси в Петербурзі 1894 року. Продовжила навчання в Геттінгенському університеті, де 1902 року під керівництвом Давида Гільберта захистила дисертацію, отримавши ступінь доктора філософії. Від 1903 року викладала математику в ряді вузів країни, зокрема в Рязанському жіночому педагогічному інституті, в Саратовському університеті, Ярославському педагогічному інституті.
Похована Любов Миколаївна Запольська в Рязані на Скорбященському кладовищі.

## Наукова діяльність
1905 року, захистивши дисертацію на тему «Теорія алгебричних ділянок раціональності, що утворюються під час розв'язування рівнянь 3-го степеня» в Московському університеті, стала магістром чистої математики (Москва, 1905). Від 1906 року була дійсною членкинею Московського математичного товариства в Рязані. Праці з теорії алгебричних числових полів.